# Види випічки
Солодка випічка  —  борошняний кондитерський виріб, що виготовляється з борошна, цукру та інших інгредієнтів і зазвичай випікається.
В українській кулінарній традиції під цим виробом, залежно від оздоблення і форми, радше розуміється або кекс, або торт, або пляцок, або бісквіт, або пиріг, в залежності від розміру може називатись тістечко.
У своїх найдавніших формах випічки були модифікаціями хліба, але тепер вони охоплюють широке різноманіття приготування, яке може бути простим або складним і які мають спільні риси з такими десертами, як тістечка, меренги, заварні креми та пироги.

Варіації
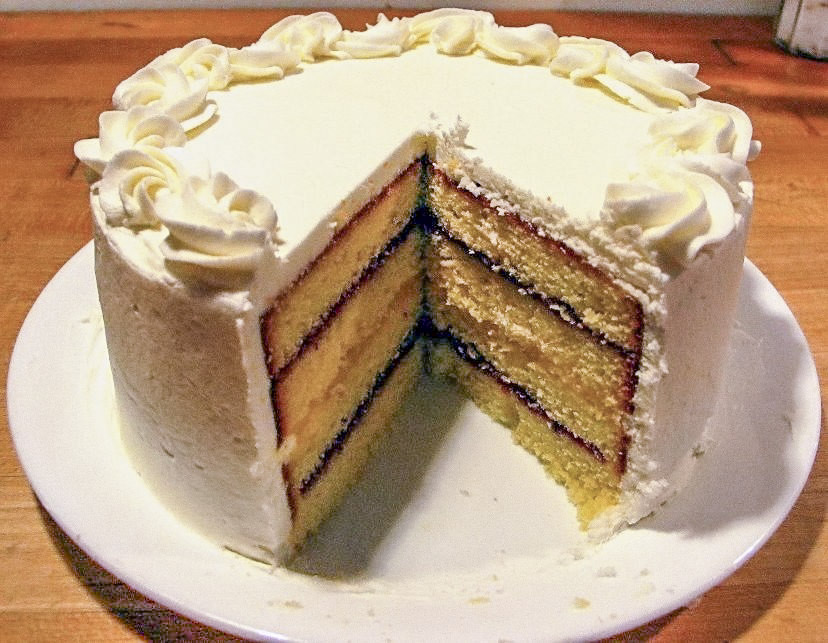
Багатошаровий торт
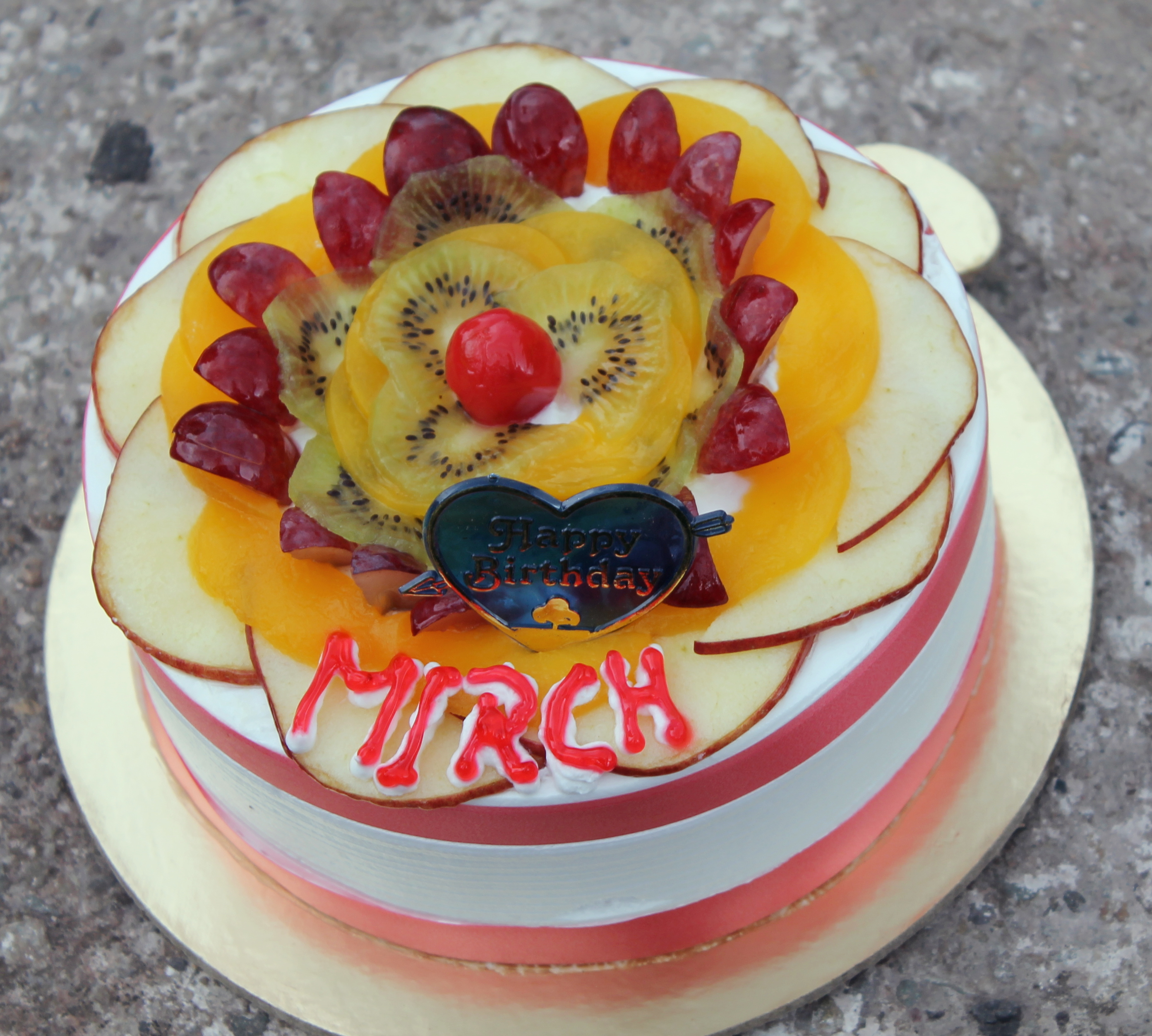
Фруктовий торт на день народження
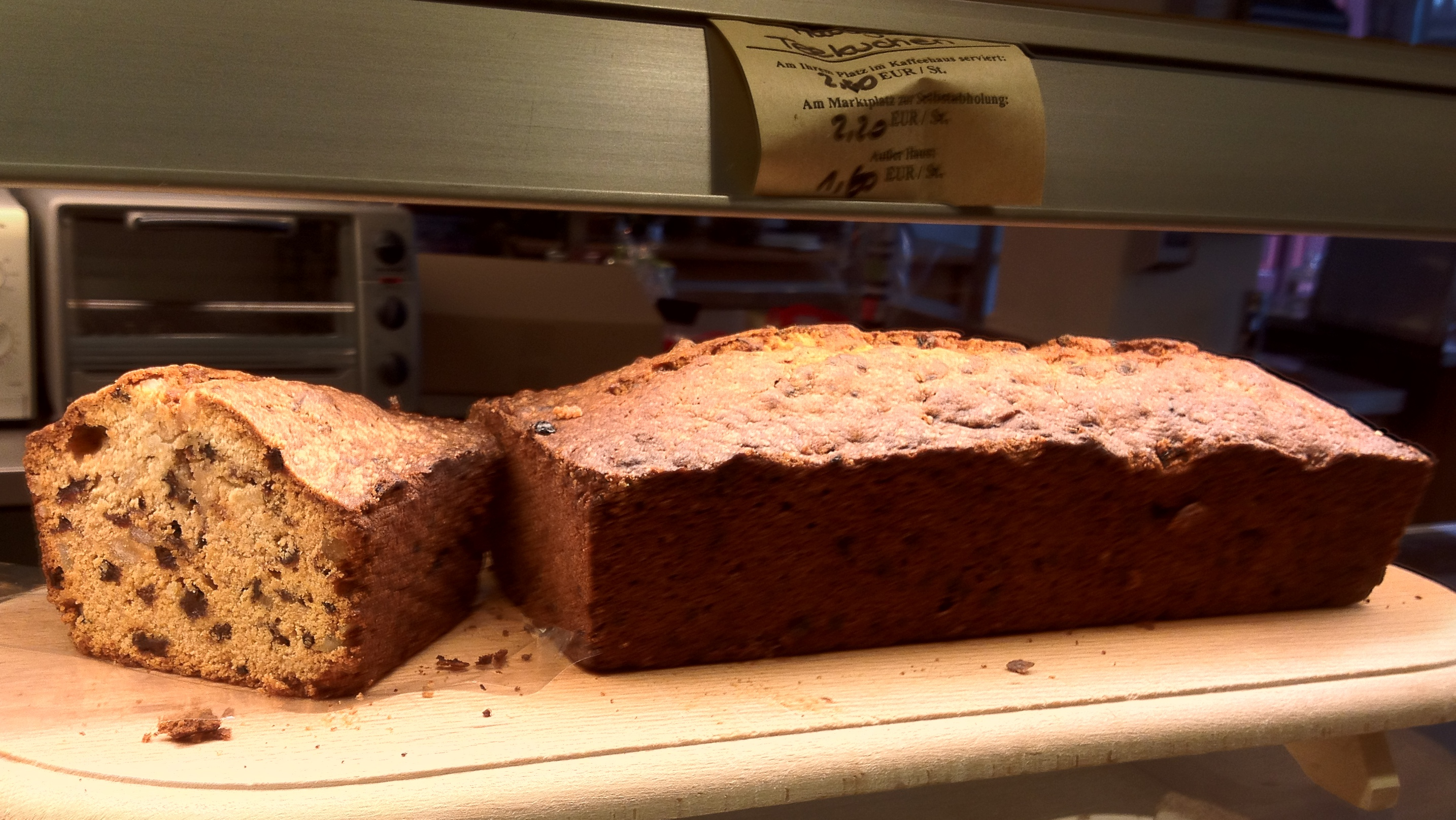
Кекс із родзинками

## Інгредієнти
До найпоширеніших інгредієнтів належать борошно, цукор, яйця, жир (наприклад, вершкове масло, олія або маргарин ), рідина та розпушувач, наприклад харчова сода або розпушувач. Звичайні додаткові інгредієнти включають сушені, консервовані або свіжі фрукти, горіхи, какао та екстракти, такі як ваніль, з численними замінами основних інгредієнтів. Пироги також можуть бути начинені фруктовими пресервами, горіхами або десертними соусами (наприклад, заварним кремом, желе, вареними фруктами, збитими вершками або сиропами ) , покриті масляним кремом або іншими глазурями та прикрашені марципаном, бордюрами або цукатами.
Існує незліченна кількість рецептів кейків; деякі схожі на хліб, деякі насичені та складні, а у декотрих багатовікова історія. Приготування пирогів більше не є складною процедурою; хоча свого часу приготування пирогів (зокрема, збивання яєчної піни) вимагало значної праці, обладнання для випікання та інструкції були спрощені, щоб навіть найбільші аматори могли спекти торт.

## Історія
Термін "кейк" ("cake") має давню історію. Англійська назва "cake" має вікінгське походження, від давньоскандинавського слова «kaka» .
Стародавні греки називали кейк πλακοῦς (plakous), що походить від слова «плоский» πλακόεις ( plakoeis ). Випікали його з борошна, змішаного з яйцями, молоком, горіхами та медом. У них також був кейк під назвою «сатура» ("satura"), який був плоским, важким виробом. У римський період кейк називали «плацента» (placenta), що походить від грецького терміна. Плаценту випікали на листі для випічки або у формі.
Греки винайшли пиво як розпушувач, смаживши оладки на оливковій олії та сирники з козячого молока . У Стародавньому Римі основне тісто для хліба іноді збагачували маслом, яйцями та медом, що давало солодку випічку, схожу на сучасний пиріг . Латинський поет Овідій згадує святкування дня народження та торт у нього та його брата у своїй першій книзі про вигнання, Tristia.
Перші кейки в Англії також були, по суті, хлібом: найбільш очевидними відмінностями між «кейком» і «хлібом» були кругла плоска форма кейків і спосіб приготування, коли кейки перевертали один раз під час приготування, а хліб залишали вертикально протягом усього часу процесу випічки .
Бісквітні кейки (торти), розпушені за рахунок взбитих яєць, виникли в епоху Відродження, можливо, в Іспанії .

### Суміші для кейків

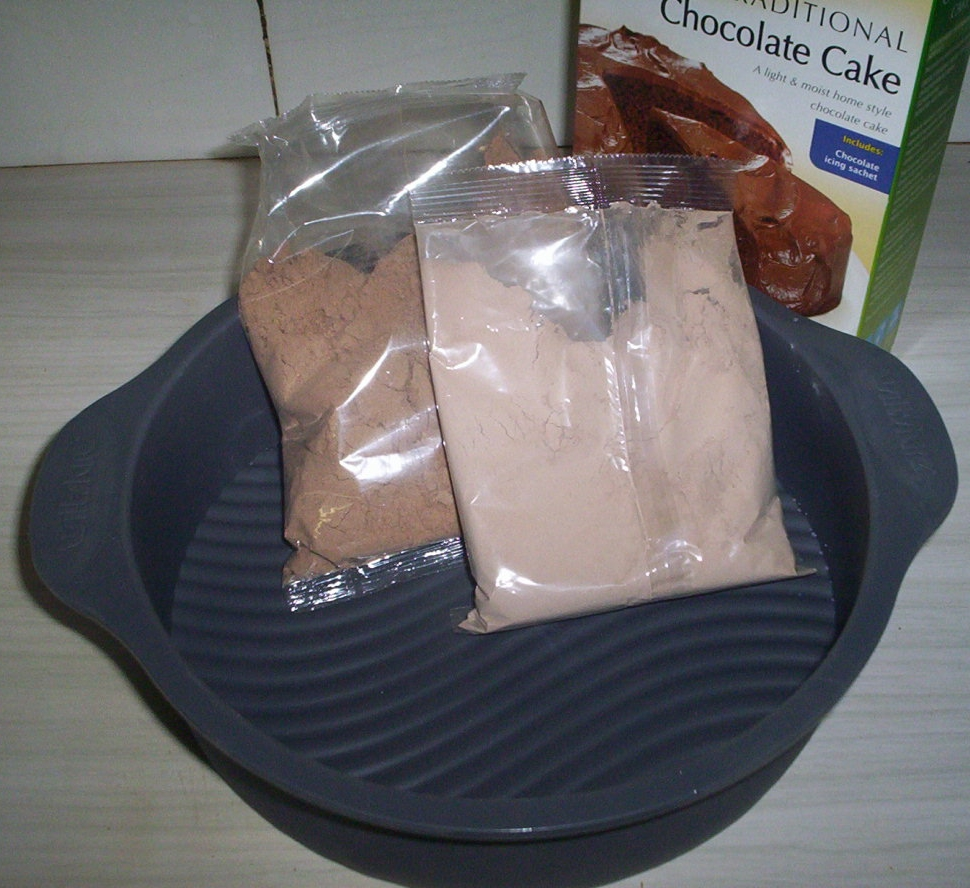
Суміш для торта в поліетиленових пакетах

Під час Великої депресії в Сполучених Штатах спостерігався надлишок патоки та потреба забезпечити легкими продуктами харчування мільйони людей із економічною депресією . Одна компанія запатентувала суміш кейків і хліба, щоб впоратися з цією економічною ситуацією, і таким чином створила першу лінію кейків у коробці. Таким чином, кейк (cake), як його знають сьогодні, став продуктом масового виробництва, а не продуктом з пекарні.
Пізніше, під час післявоєнного буму, інші американські компанії (зокрема General Mills ) розвинули цю ідею далі, продаючи суміш для пирогів як елемент зручності, особливо для домогосподарок. Коли продажі сильно впали в 1950-х роках, маркетологи виявили, що випікання пирогів, яке колись було завданням, до якого домогосподарки могли проявляти вміння та креативність, стало сумним. Це був період в американській ідеологічній історії, коли жінки, звільнені з військової робочої сили, були обмежені домашньою сферою, але все ще були піддані розквіту споживацтва в США . Це надихнуло психолога Ернеста Діхтера знайти рішення проблеми суміші для тортів у глазурі . Оскільки приготування пирога було таким простим, домогосподарки могли витратити свою творчу енергію на прикрашання тортів, натхненних, серед іншого, фотографіями вишукано прикрашених тортів у журналах.
Відтоді, як кейк у коробці став основним продуктом супермаркетів і доповнювався глазур’ю в банці.

## Різновиди
Кейки загалом поділяються на кілька категорій, в основному на основі інгредієнтів і техніки змішування.

### Здобний (масляний) пиріг

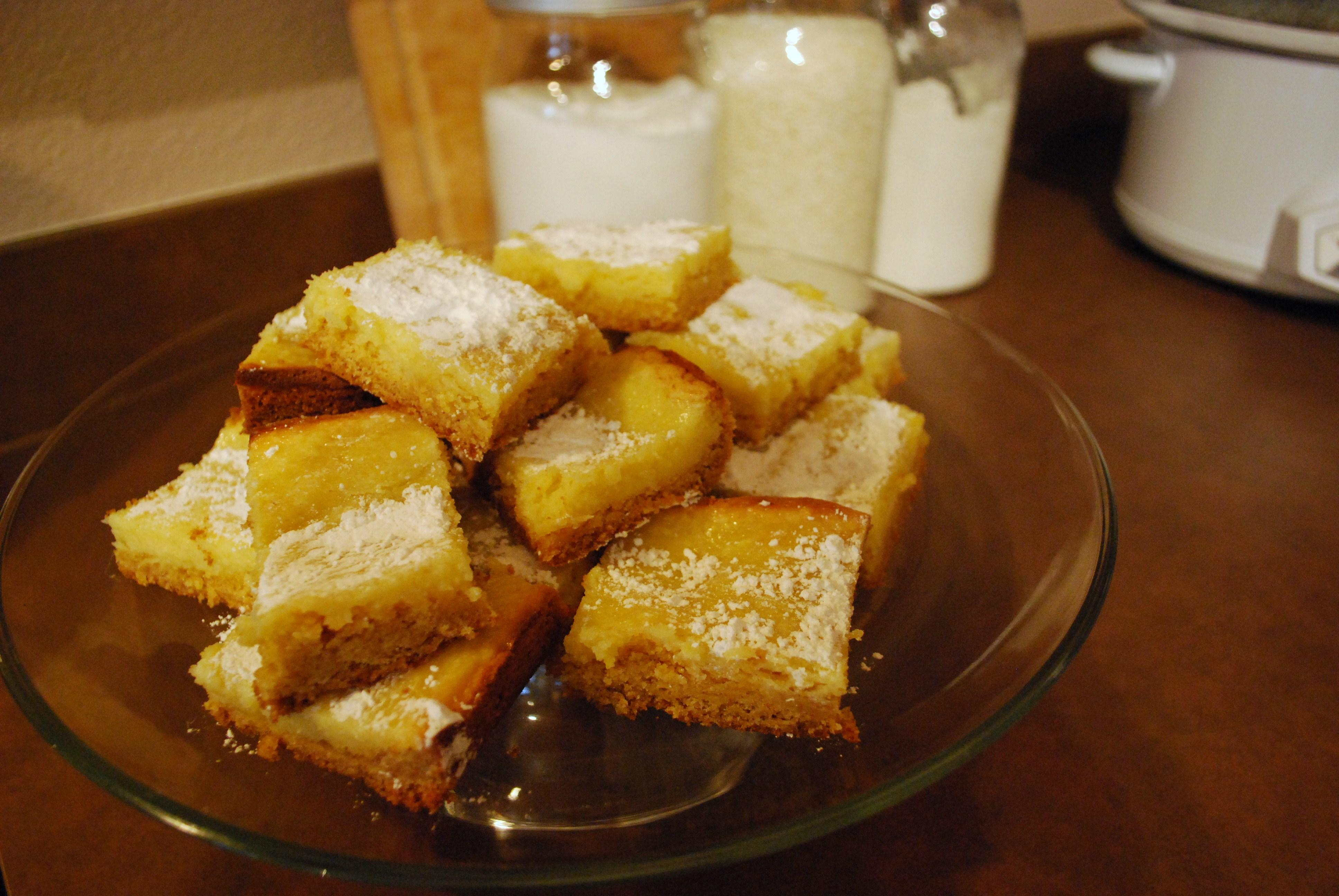
Клейкий масляний пиріг

Масляні пироги готують із вершкового масла, цукру, яєць і борошна. Вони покладаються на поєднання масла та цукру, збитого протягом тривалого часу, щоб додати повітря в тісто . Класичний фунтовий пиріг готується з фунтом вершкового масла, цукру, яєць і борошна. Ще один тип здобного торта, який отримав свою назву через співвідношення інгредієнтів, це торт 1-2-3-4 : 1 склянка масла, 2 склянки цукру, 3 склянки борошна і 4 яйця. За словами Бет Тартан, цей торт був одним із найпоширеніших серед американських піонерів, які заселили Північну Кароліну.
Розпушувач міститься в багатьох масляних пирогах, таких як бісквіт Вікторія . Інгредієнти іноді змішують без збивання масла, використовуючи рецепти простих і швидких тортів. 

### Бісквітний пиріг

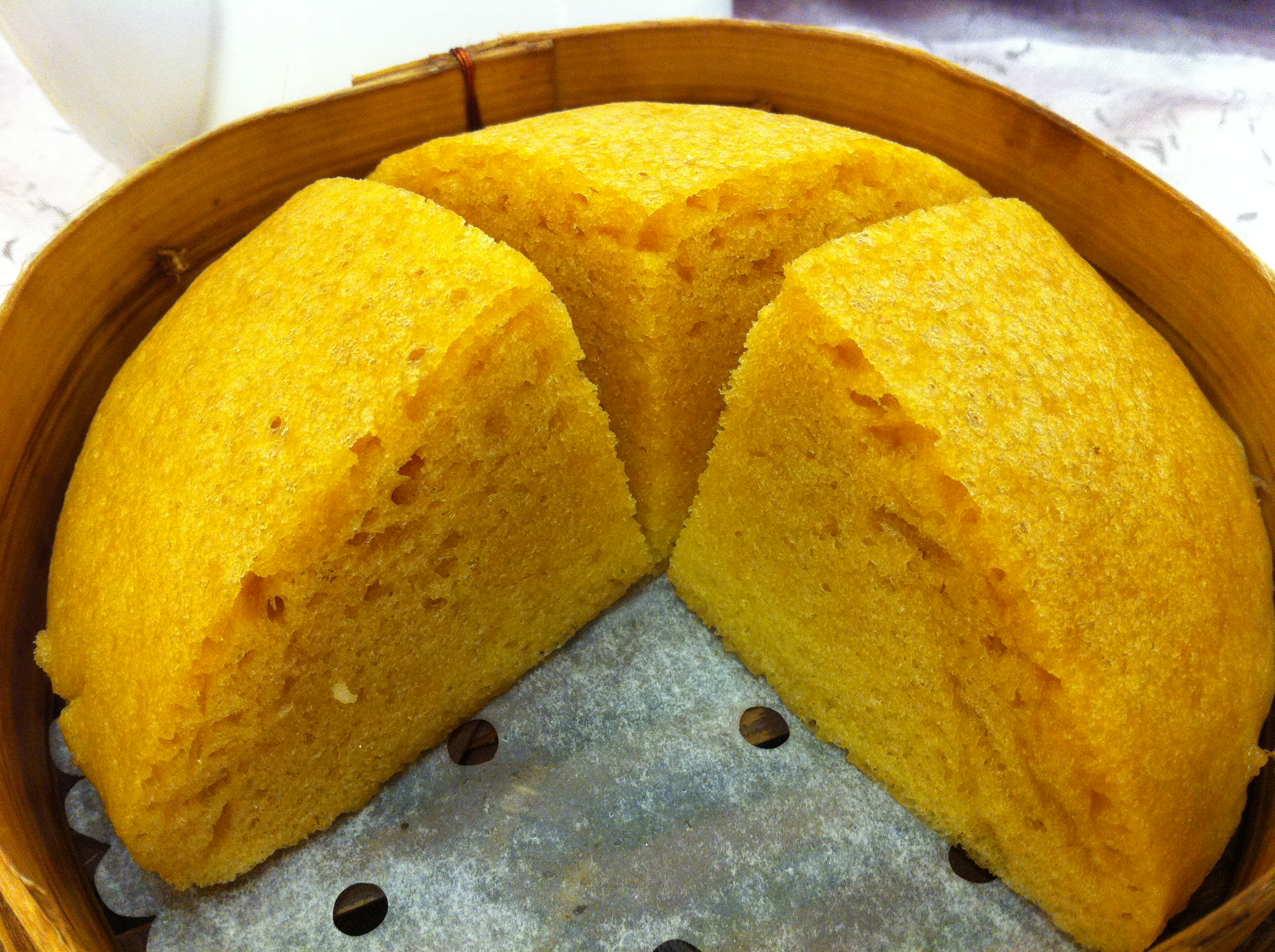
Паровий бісквіт під назвою ma lai gao

Бісквітні (або пінні) пироги готують зі збитих яєць, цукру і борошна.
В українській кулінарній культурі цей виріб найчастіше називається бісквіт.
Традиційні бісквітні пироги готують тільки на яйцях. Вони покладаються насамперед на повітря, що затримується в білковій матриці (зазвичай у збитих яйцях), щоб забезпечити розпушення (підняття), іноді з додаванням невеликої кількості розпушувача. Яєчні бісквітні пироги вважаються найдавнішими пирогами без дріжджів.
Ангельський Пиріг — це білий торт, у якому використовуються лише білки яєць і традиційно випікається в трубчастій формі. Французький Женуаз (фр. Génoise) — це бісквітний торт, до складу якого входить пряжене вершкове масло. Добре прикрашені бісквітні торти з пишною начинкою іноді називають gateau, французька назва для кейка. Шифонові бісквіти — це бісквітні пироги з рослинною олією, яка додає вологість.

### Шоколадний торт

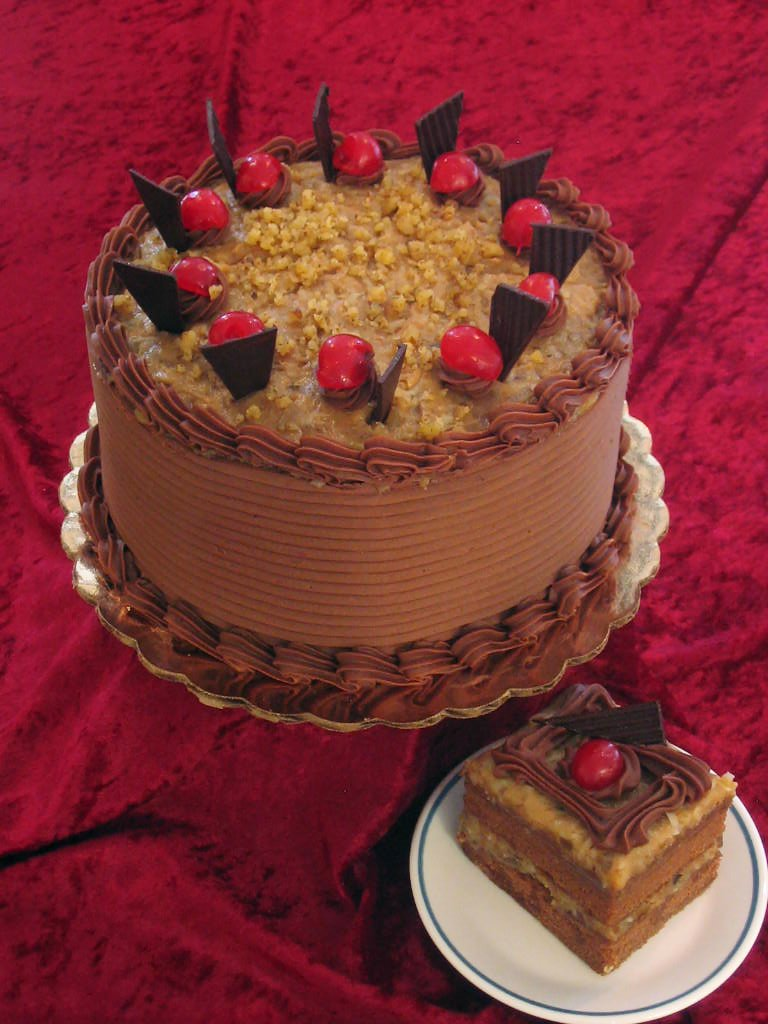
Німецький шоколадний торт

Шоколадні торти — це масляні торти, бісквітні торти або інші торти, приправлені розтопленим шоколадом або какао-порошком. Німецький шоколадний торт - це різновид шоколадного торта. Торти фадж — це шоколадні торти, які містять фадж.

### Кавовий пиріг
Кавовий пиріг зазвичай вважають пирогом, який подають до кави чи чаю під час сніданку чи перерви на каву. Деякі види використовують дріжджі як розпушувач, а інші використовують харчову соду або розпушувач. Ці пироги часто мають крихту, яка називається штрейзель, або легку глазур.

### Торт без борошна
Печені пироги без борошна включають запечені чізкейки та шоколадні пироги без борошна.

### Багатошарові торти
Багатошарові торти — це торти, виготовлені з бісквітних або масляних шарів, перекладених кремом, джемом або іншою начинкою, щоб утримувати шари разом.

### Однояєчний пиріг
Однояєчні пироги готують з одного яйця. Їх можна приготувати з маслом  або рослиним жиром . Однояєчний пиріг був економним рецептом, тоді як використання двох яєць для кожного тістечка було надто дорогим .

## Порівняння з хлібом
Хоча чіткі приклади різниці між пирогом і хлібом легко знайти, точна класифікація завжди була невловимою . Наприклад, банановий хліб (banana bread) можна правильно вважати швидким хлібом або пирогом. Дріжджові пироги є найдавнішими і дуже схожі на дріжджовий хліб. Такі пироги часто дуже традиційні за формою і включають такі пироги, як бабка чи штоллен.

## Торти спеціального призначення
Кейки можна класифікувати відповідно до події, для якої вони призначені. Наприклад, весільні торти, торти на день народження, ювілеї, торти для першого причастя, різдвяні торти, торти на Хеллоуїн і песах (тип бісквітного торта, який іноді готують з маци ) ідентифікуються насамперед відповідно до свята, яке вони супроводжують. У деяких культурах розрізання весільного торта є святковою церемонією. Давньоримський шлюбний ритуал confarreatio виник як поділ пирога.
Певні типи тортів можуть бути пов’язані з певними святами, наприклад, штоллен або шоколадне поліно (на Різдво), бабка та симнел (на Великдень) або місячний пиріг. Існує давня традиція прикрашати крижаний пиріг на Різдво; Інші торти, пов'язані з Різдвом, включають шоколадне поліно та пироги з фаршем.
В Україні на Великдень випікаються паски, котрі освячують у церкві.
Lancashire Courting Cake — це пиріг із фруктовою начинкою, який випікала наречена для свого нареченого. Торт був описаний як «десь середнє між твердим бісквітом – з більшою пропорцією борошна до жиру та яєць, ніж бісквітний торт Вікторія – та основою з пісочного тіста, і він був доказом пекарських навичок майбутньої нареченої». Традиційно це двошаровий торт, начинений і покритий полуницею або малиною і збитими вершками.

Святкові торти
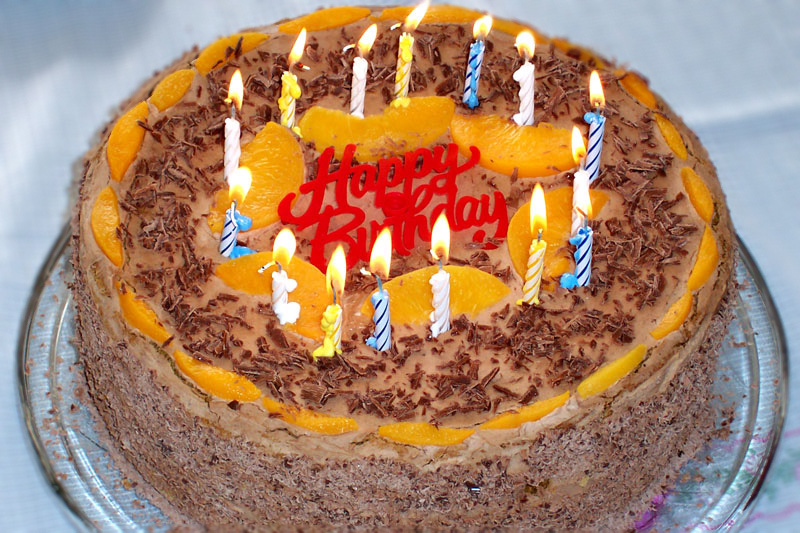
Прикрашений торт до дня народження
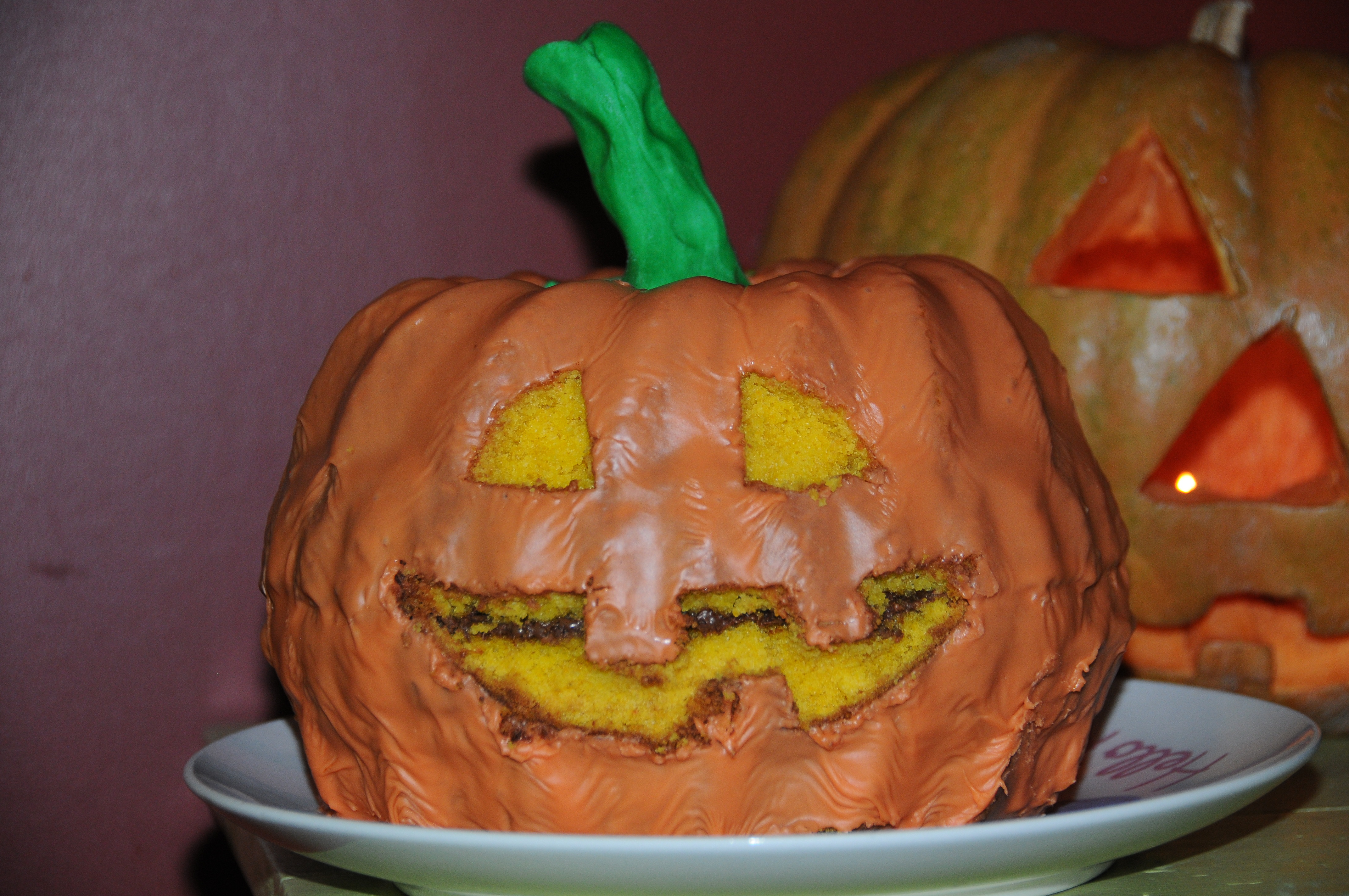
Торт на Хелловін у формі гарбуза
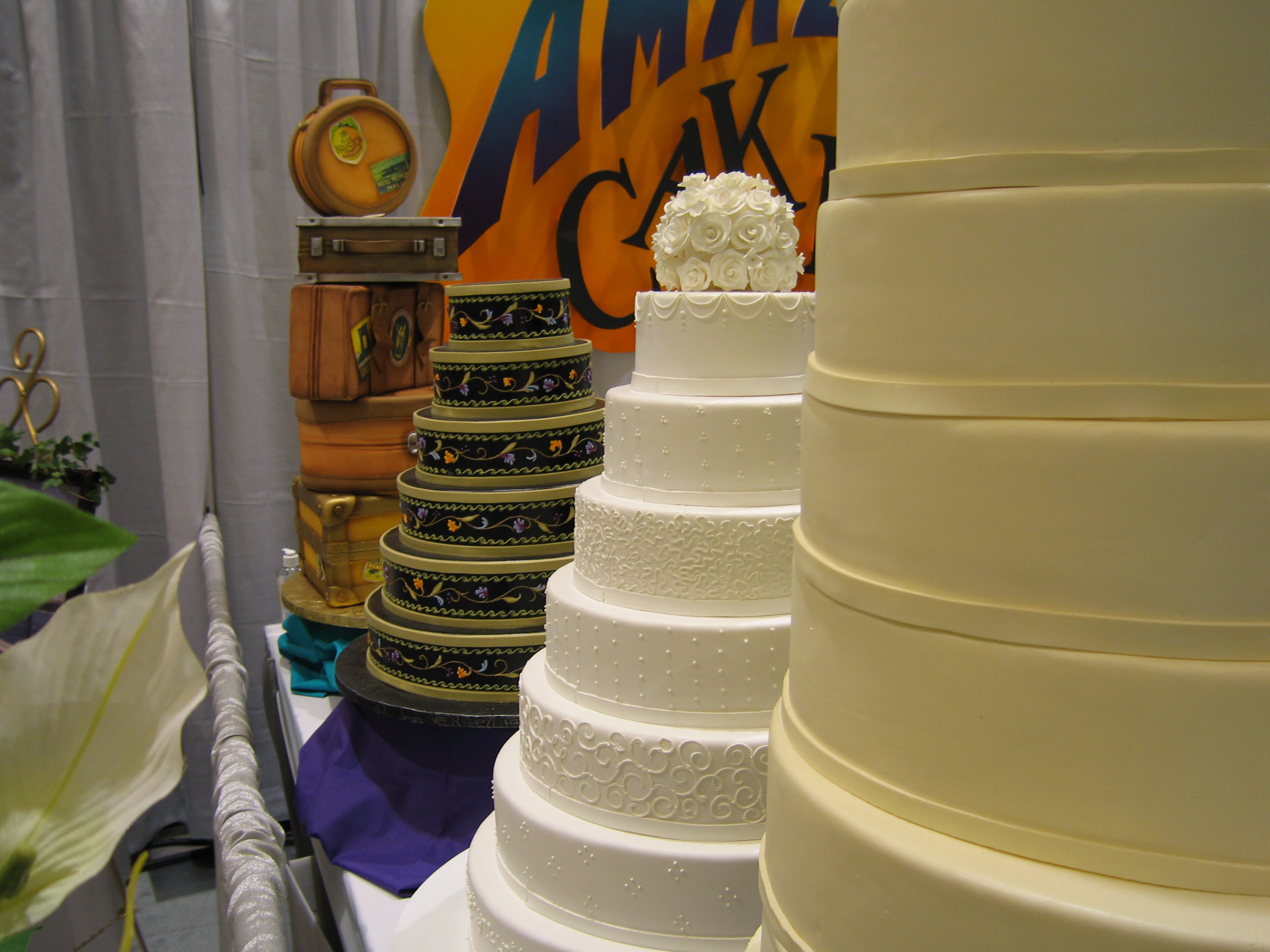
Весільні торти на весільному шоу
Святкові сучасні домашні паски

## Форми
Кейки часто описують відповідно до їх фізичної форми. Пироги можуть бути дрібними і призначеними для індивідуального споживання. Великі пироги можна нарізати та подавати під час обіду чи громадського заходу. Загальні форми включають:
- Кекс Бандт
- Конусні тістечка, такі як Крансекаґе
- Капкейки (англ. Cupcakes) та мадлен (фр. madeleines), котрі мають розмір для однієї персони
- Багатошарові торти (англ. Layer cakes), часто випікаються у роз'ємних формах (англ. springform pan) і декоруються
- Листові пироги (англ. Sheet cakes), простої форми, плоскі, прямокутні пироги випікаються на  деках  (англ. sheet pans). Такі як польські мазурки.
- Швейцарські рулети  (англ. Swiss rolls)

Торти за формою
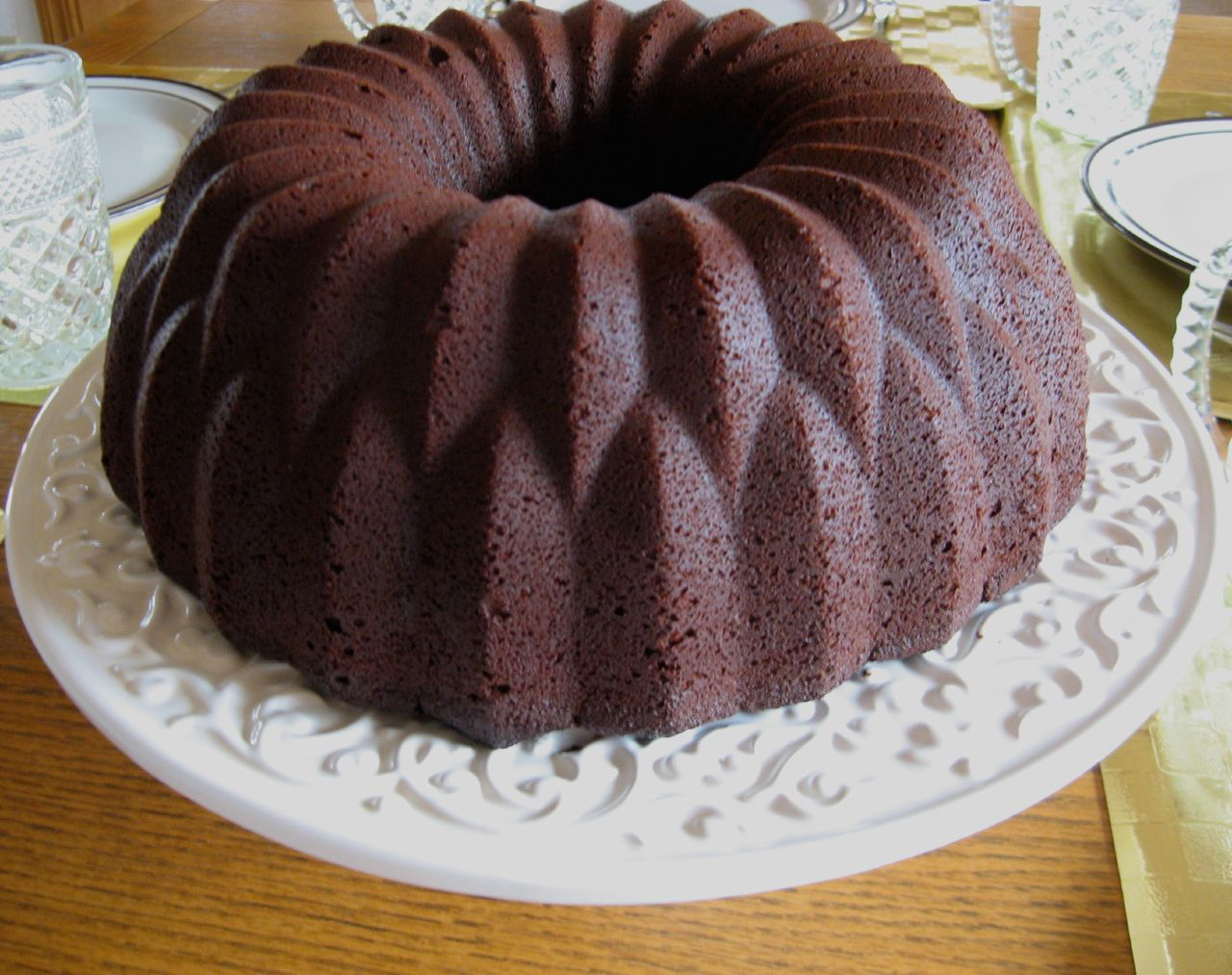
Шоколадно-сметанний кекс Бандт
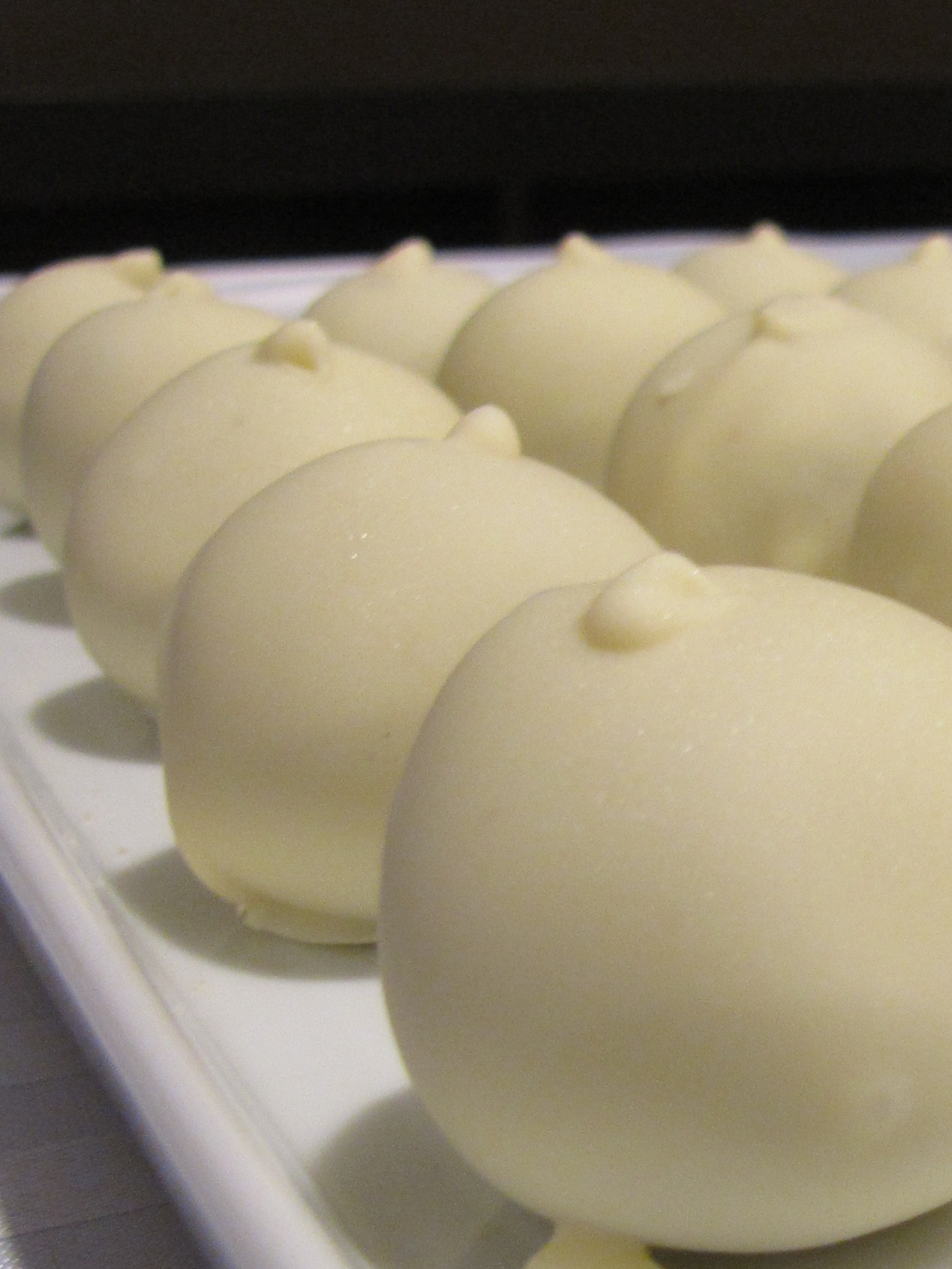
Тарілка тістечок у формі кульок з білого шоколаду
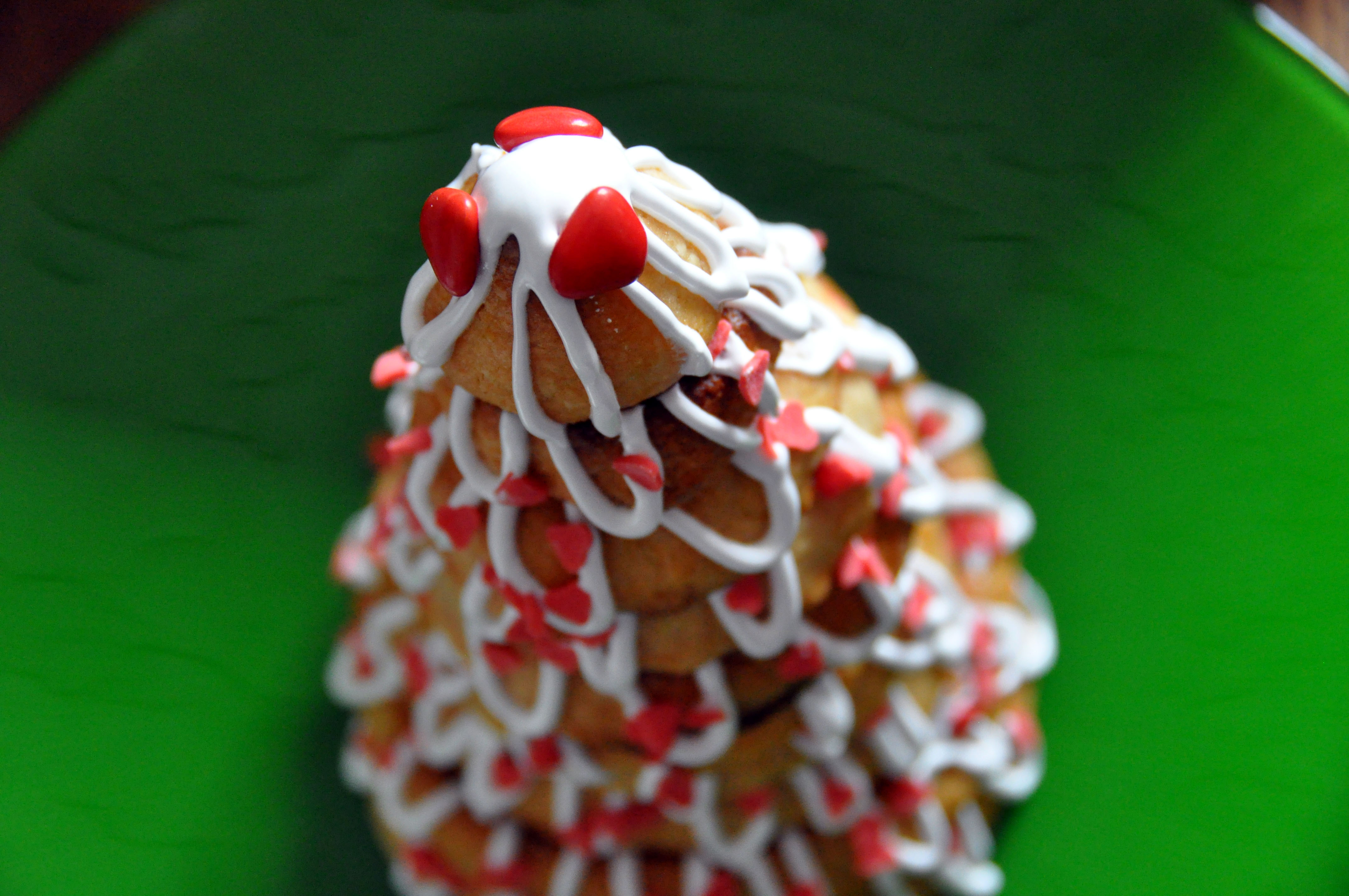
Крансекаге є прикладом конічного тістечка.
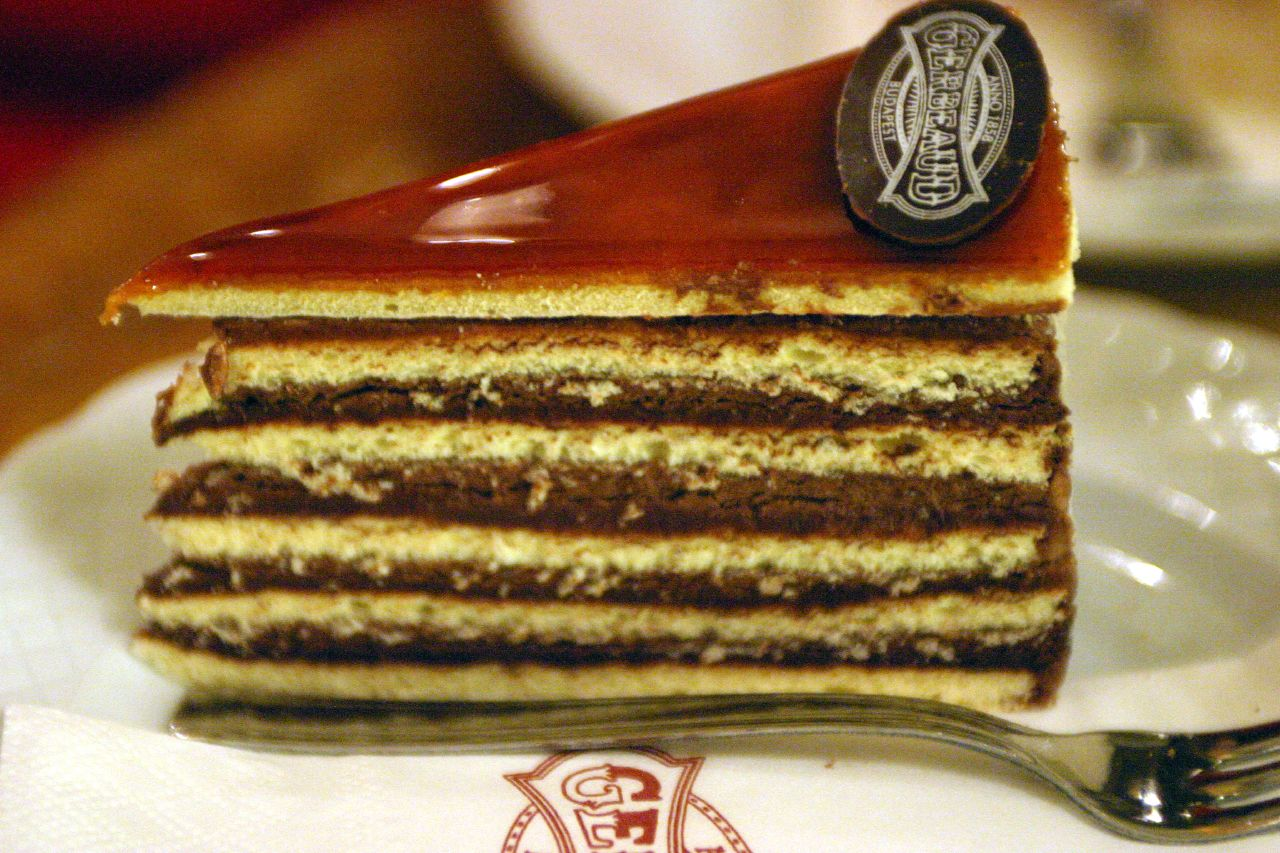
Торт «Добош» — це старша форма багатошарового торта.
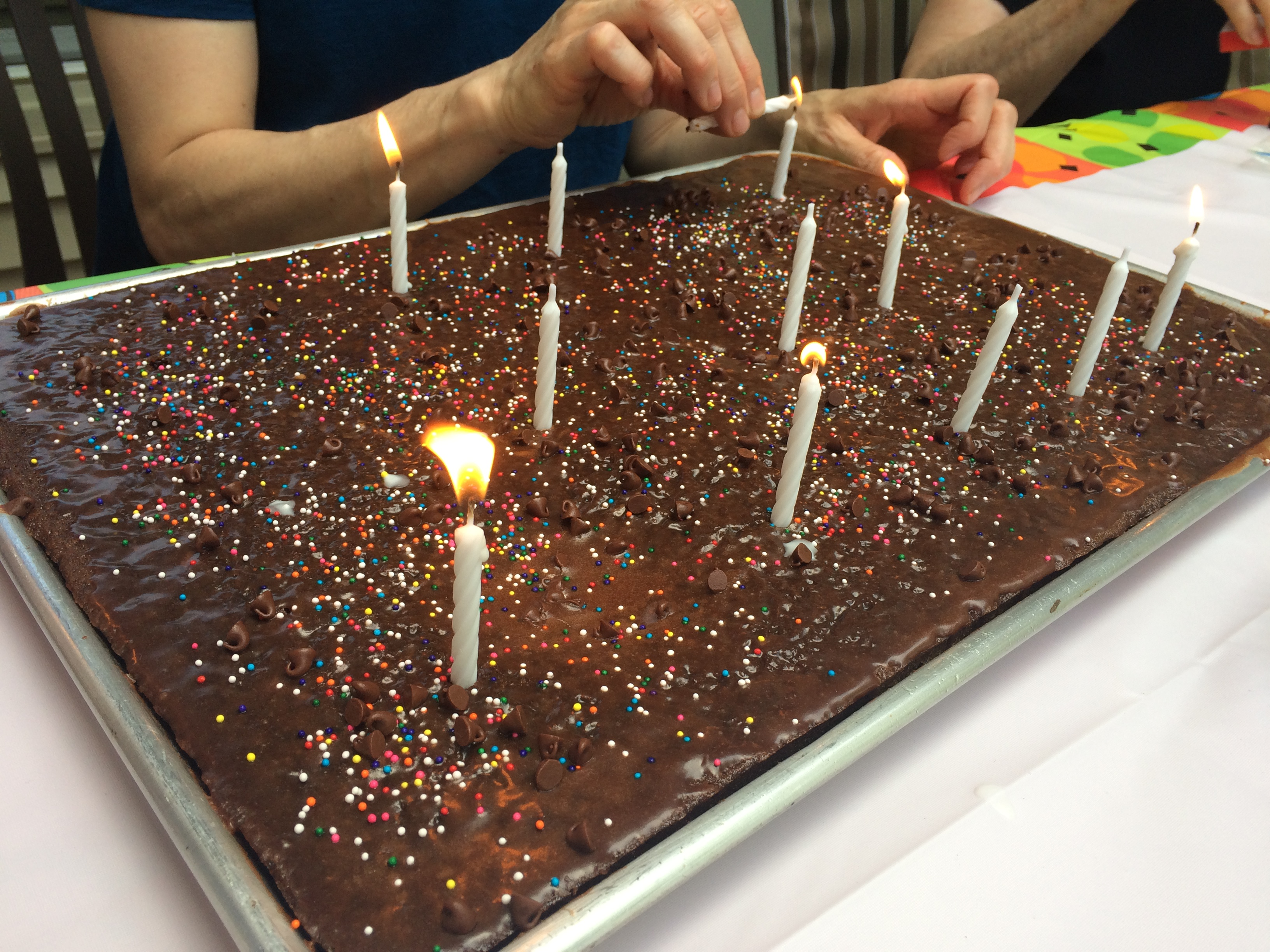
Листовий пиріг

## Тістечка
Ті́стечко — кондитерський виріб невеликого розміру з солодкого здобного тіста, зазвичай з начинкою, з кремом.
Тістечка — кондитерські вироби різноманітної форми з художньо обробленою поверхнею. Зазвичай розмір для однієї персони, маса їх коливається від 17 до 110 г.
Тістечка поділяються на окремі групи залежно від випеченого напівфабрикату з тіста:
- бісквітні
- пісочні
- листкові
- заварні
- повітряні
- крихтові
- горіхові

Тістечка
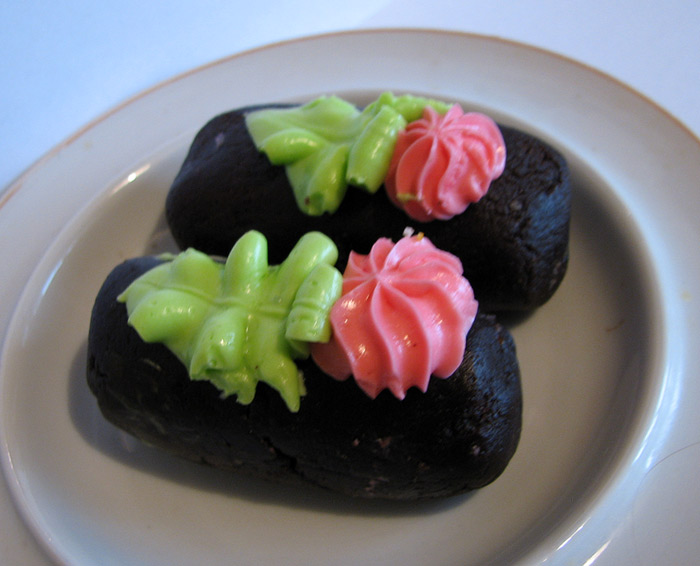
Тістечко Картопля
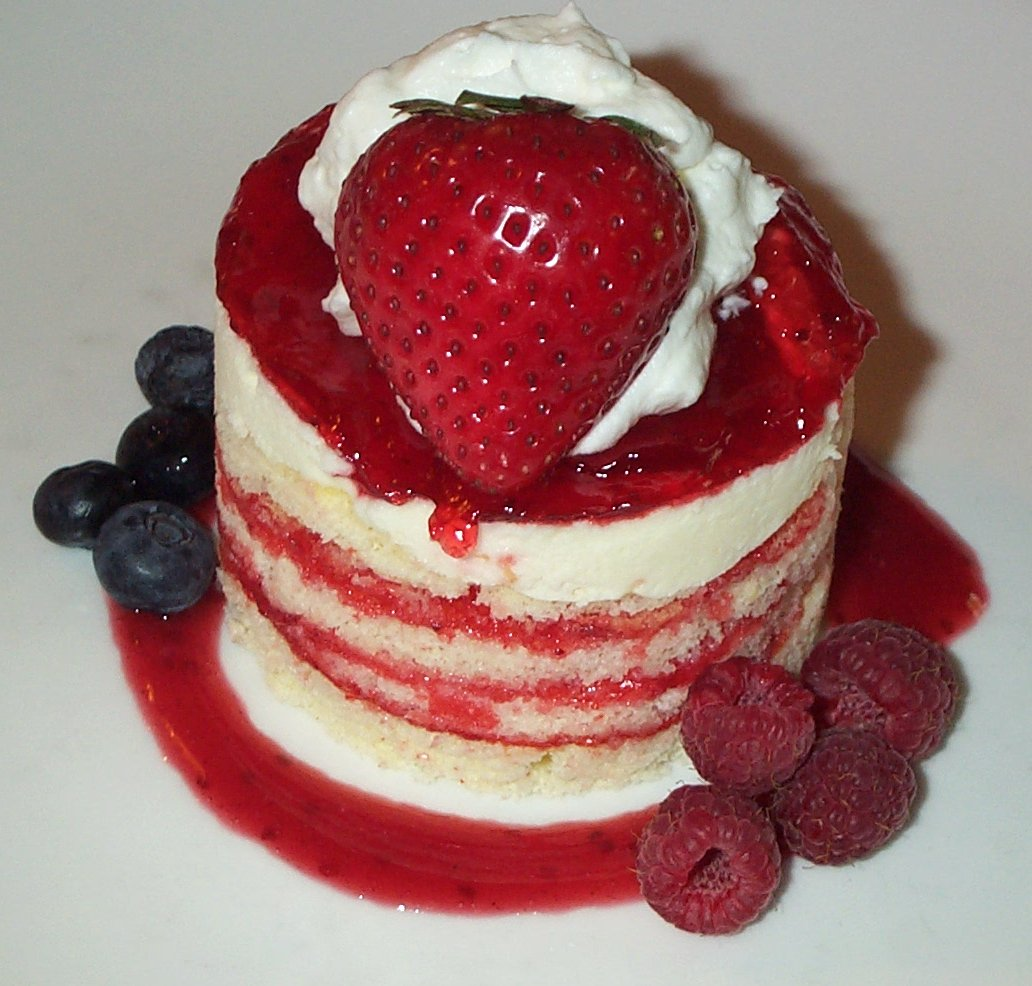
Тістечко з полуницею
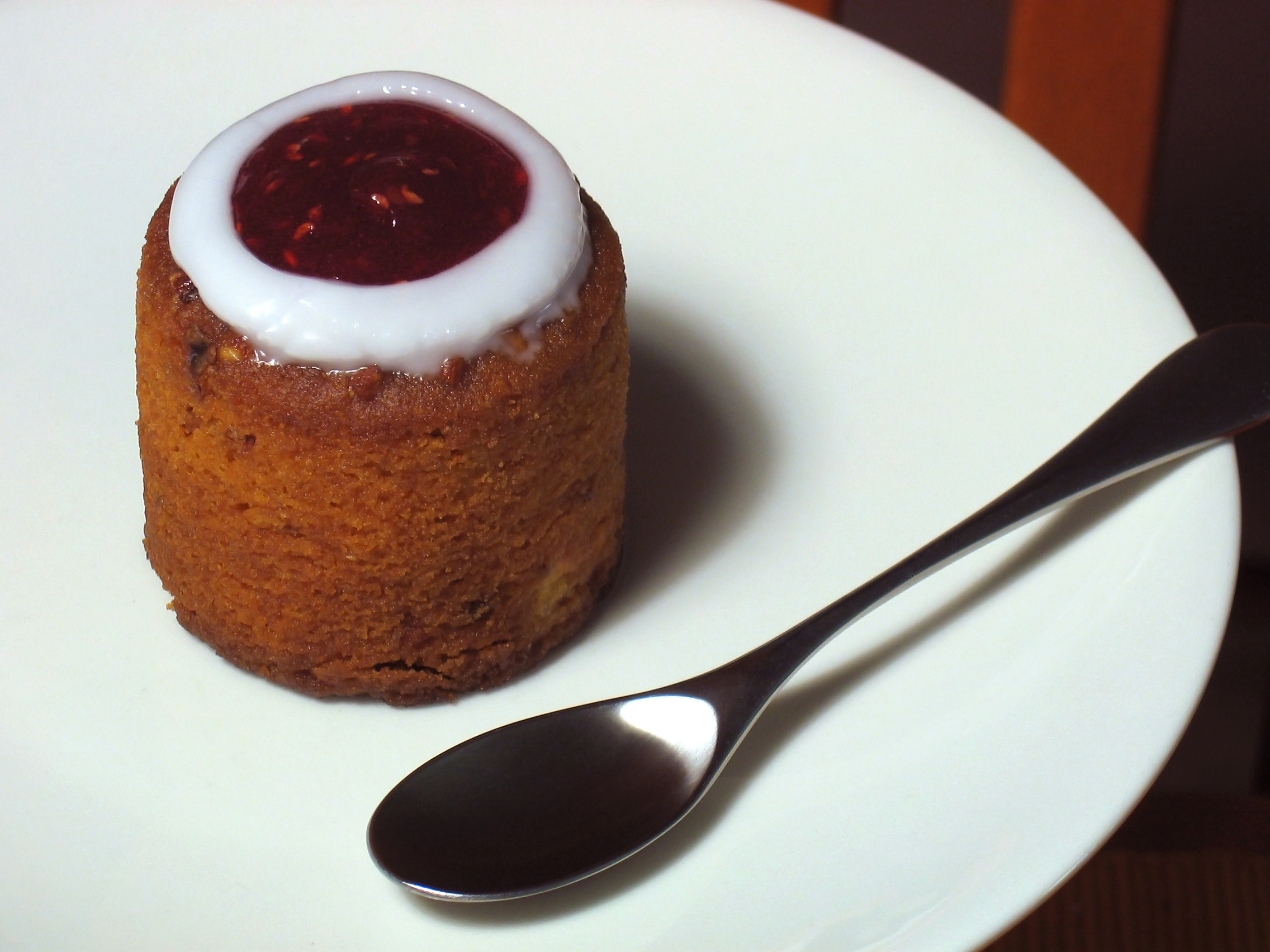
Тістечко Рунеберга

## Борошно для кейків
Спеціальне борошно для тортів (кейків) із високим співвідношенням крохмалю та клейковини виготовляється з тонкої, м’якої пшениці з низьким вмістом білка. Воно сильно відбілюється, і порівняно з борошном універсального призначення борошно для пирогів має тенденцію давати пироги з більш легкою та менш щільною текстурою. Тому його часто вказують або віддають перевагу в тортах, які мають бути м’якими, легкими або яскраво-білими, наприклад у ангельському торті. Однак, якщо потрібно борошно для кейків, замінювач можна зробити, замінивши невеликий відсоток борошна універсального призначення кукурудзяним крохмалем або вилучивши дві столові ложки з кожної чашки борошна універсального призначення . Деякі рецепти чітко вказують або дозволяють борошно універсального призначення, особливо там, де бажана більш тверда або щільна текстура торта.

## Приготування
Пиріг може не пропектися належним чином, що називається «опаданням». У торті, який «падає», частини можуть потонути або сплюснутися, оскільки він випікався при занадто низькій або дуже високій температурі, коли він був недопечений  і коли його помістили в духовку, яка занадто гаряче на початку процесу випікання . Використання надмірної кількості цукру, борошна, жиру або розпушувачів також може спричинити падіння торта . Пиріг також може впасти під впливом холодного повітря, яке потрапляє в духовку, коли дверцята духовки відкриваються під час процесу приготування .

## Прикрашання торта
Готовий пиріг часто покращують, покриваючи його глазур’ю або топінгами, такими як посипання, які також відомі як «джиммі» ("jimmies") в деяких частинах Сполучених Штатів і «сотні і тисячі» ("hundreds and thousands") у Сполученому Королівстві. Глазур зазвичай готується з цукрової пудри, іноді якогось жиру, молока або вершків, а також часто таких ароматизаторів, як ванільний екстракт або какао-порошок. Деякі декоратори використовують розкатану помадну глазур. Комерційні пекарні, як правило, використовують смалець для жиру, і часто збивають смалець, щоб утворити бульбашки повітря. Це робить глазур легкою та вона добре розтікається. Домашні пекарі використовують або смалець, масло, маргарин або їх комбінацію. Посипка — це маленькі тверді шматочки цукру та жиру, забарвлені харчовими барвниками. Нові продукти для прикраси тортів стали доступними для кухарів наприкінці 20 століття. До них входять кілька спеціалізованих посипок і навіть методи друку фотографій і перенесення зображення на торт.
Для більш складного декорування торта потрібні спеціальні інструменти, такі як кондитерські мішки та різні наконечники для кантів, шприци та килимки для тиснення. Щоб використовувати кондитерський мішок або шприц, кондитерський наконечник прикріплюється до пакета або шприца за допомогою муфти. Пакет або шприц частково наповнений глазур'ю, яка іноді забарвлюється. Використовуючи різні наконечники та різні техніки, декоратор тортів може зробити багато різних дизайнів. Основні поради щодо декорування включають відкриті зірки, закриті зірки, кошикові плетіння, круглі, крапельні квіти, листя, кілька, пелюстки та спеціальні наконечники. Для створення рельєфних ефектів використовується рельєфний мат. Для прикраси тортів можна використовувати вертлюжку для тортів, на якій крутять торти.
Королівська глазур, марципан (або менш солодкий варіант, відомий як мигдальна паста ), помадна глазур (також відома як цукрова паста) і масляний крем використовуються як глазурі та для створення прикрас. Квіткові цукрові вироби або дротяні цукрові квіти є важливою частиною прикраси торта. Торти для особливих випадків, такі як весільні торти, традиційно є насиченими фруктовими тортами або іноді тортами Мадейра, які покриті марципаном і королівською глазур’ю або цукровою пастою. Вони оздоблені бордюрами (виготовленими з королівської глазурі) і прикрашені повідомленням у трубках, плетеними цукровими квітами, помадними квітами ручної форми, марципановими фруктами, квітами з трубками або кристалізованими фруктами чи квітами, такими як виноград чи фіалки.

Прикрашені торти
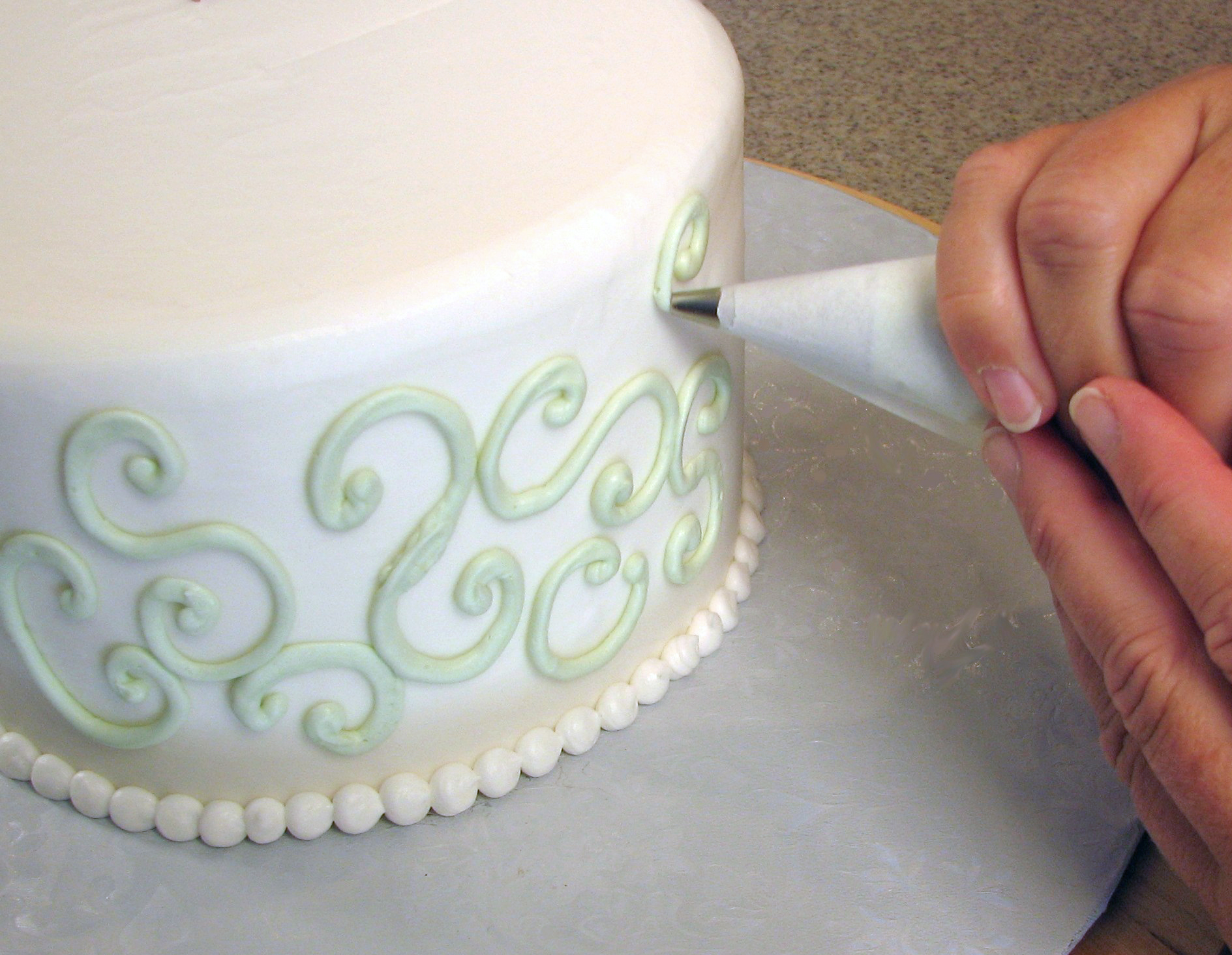
Прикрашання торта – масляний крем створює візерунки на боках цього торта за допомогою кондитерського мішка
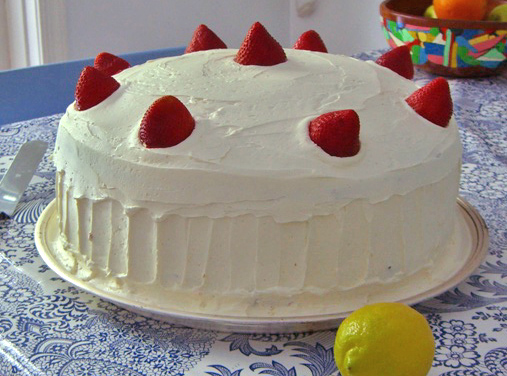
Великий торт, прикрашений полуницею
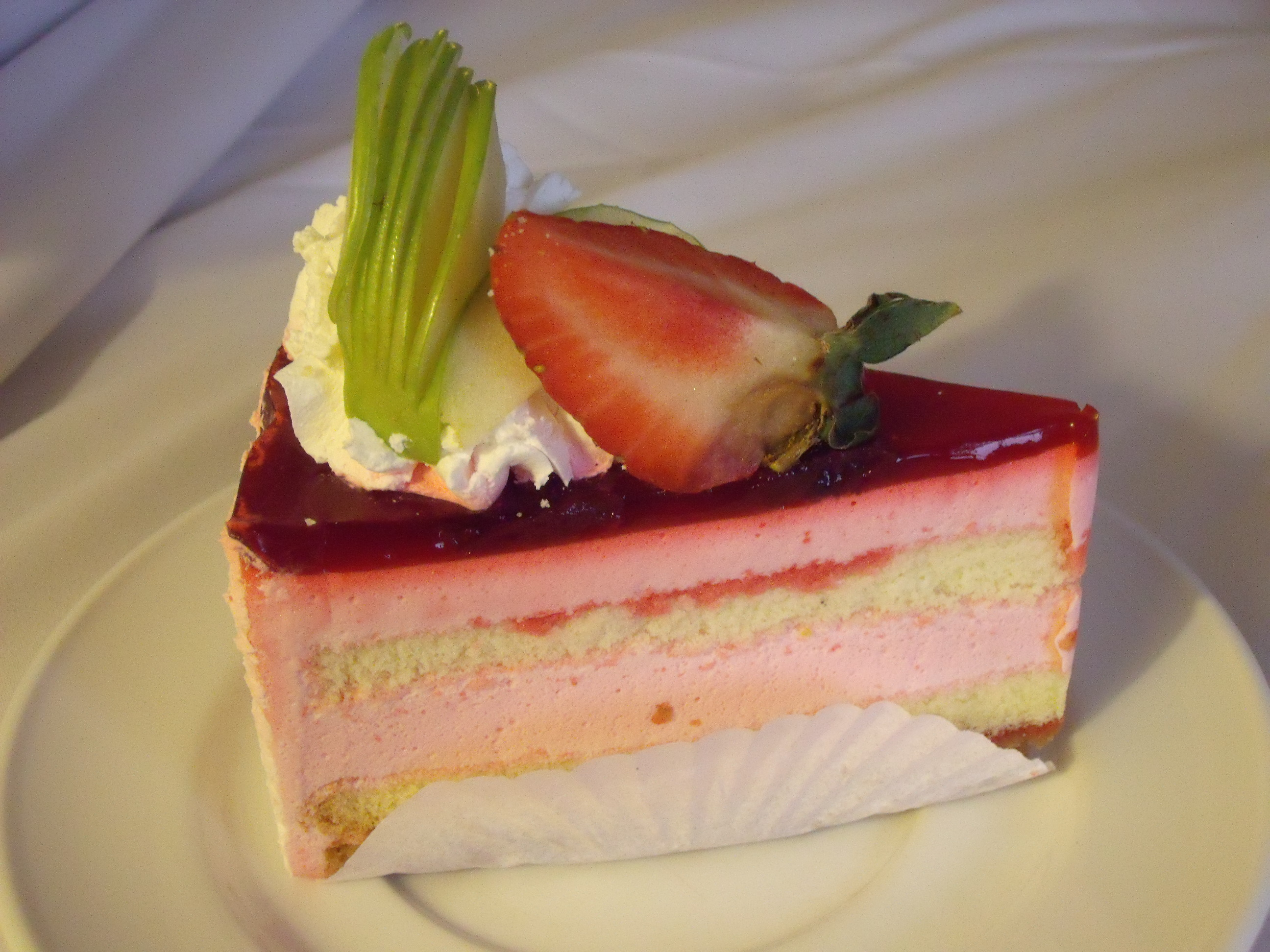
Шматочок полуничного торта з полуницею
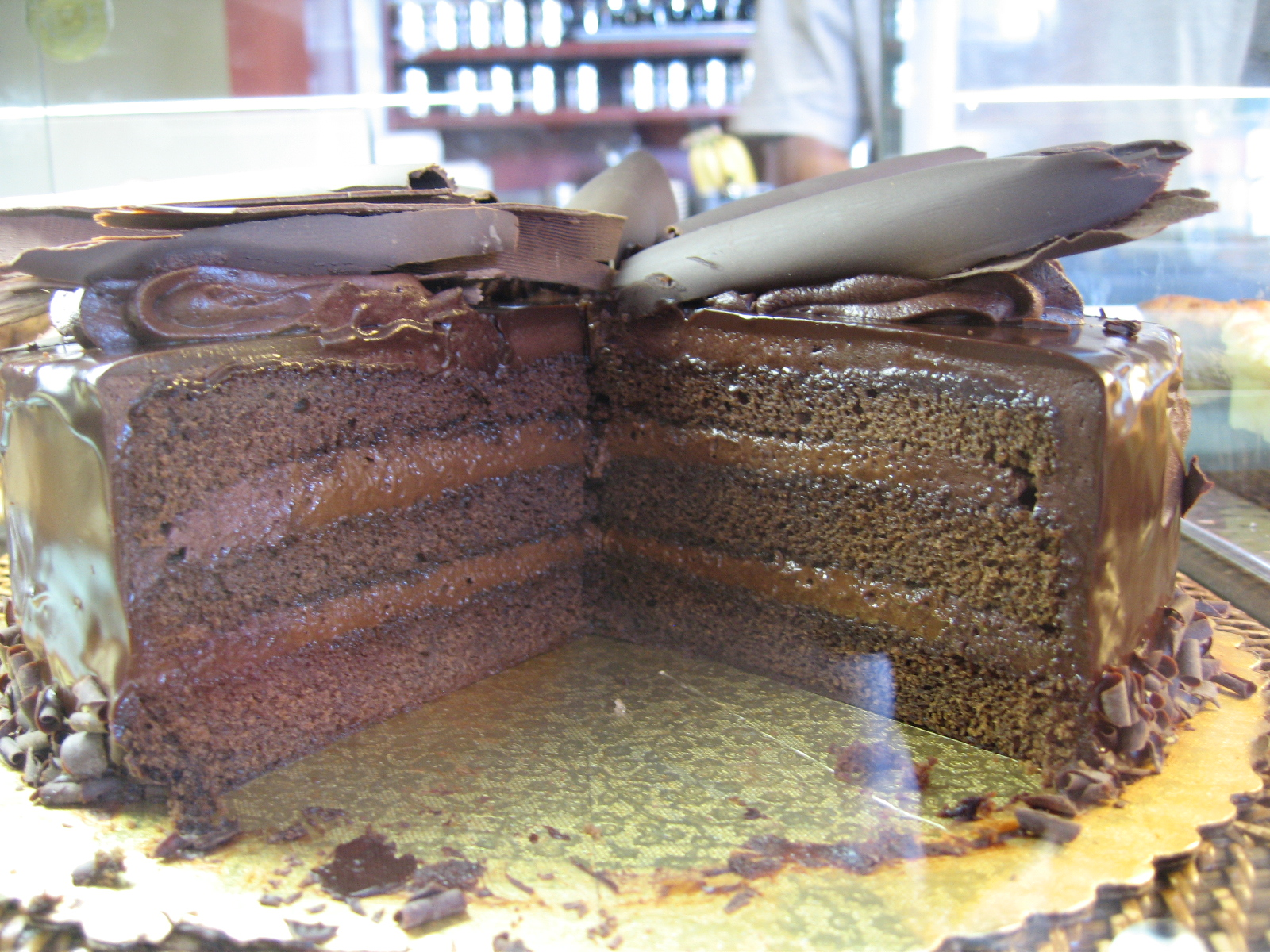
Шоколадний багатошаровий торт з шоколадною глазур'ю та тертим шоколадним топінгом

## Безпека харчових продуктів
Термін придатності упаковки пирогів для комерційної реалізації залежить від кількох факторів. Пироги — продукти середньої вологості, схильні до утворення цвілі. Комерційні пироги часто і зазвичай піддаються впливу різних видів цвілі, перш ніж їх упаковують для продажу, включаючи Aspergillus flavus і різні пеніциліни, і Aspergillus niger. Консерванти та абсорбенти кисню нині використовуються для контролю та пригнічення росту цвілі.
Служба CDC не рекомендує їсти сире тісто для пирогів, оскільки воно може містити патогени, такі як сальмонела та кишкова паличка. Для тіста для пирога використовується сире борошно, яке може містити живі бактерії та становити небезпеку при споживанні.

## Дивись також
- Пиріг
- Торт
- Бісквіт